# Mugilide
Familia mugilide (Mugilidae) cuprinde aproximativ 72 de specii de pești de mărime medie sau mare, cu corpul relativ alungit și fusiform, larg răspândiți pe litoralul mărilor tropicale și subtropicale, mai rar în ape dulci. 
Pești de mărime medie sau mare (30-120 cm). Capul este masiv și turtit dorsal. Ochii sunt parțial acoperiți de o pleoapa adipoasă, rostrul este scurt și obtuz. Gura este mică, terminală sau subterminală; premaxilarele sunt protractile. Acești pești au dinții mici, ascunși, așezați pe cele două fălci ca perii dintr-o perie sau sunt fără dinți. 
Mecanismul oral și branhial de filtrare-hrănirea este format dintr-un organ faringobranhial alcătuit din spini branhiali și aparatul faringian. Arcurile branhiale poartă numeroși spini branhiali (branhiospini) subțiri, lungi și bine dezvoltați, care prin așezarea lor constituie un sistem de filtrare care împiedecă ieșirea alimentelor mărunte. Numărul branhiospinilor crește cu vârsta. Oasele faringiene sunt modificate așa ca să strâmteze intrarea în esofag. Stomacul se divide într-o parte anterioară, dilatabilă, și una posterioară, musculară și seamănă cu o pipotă de pasăre; intestinul este foarte întortocheat și extrem de lung.
Mugilidele au 24-26 vertebre. Centura pelviană și cea scapulară sunt legate între ele prin ligamente conjunctive. 
Au două înotătoare dorsale scurte mult îndepărtate una de alta, înotătoarea dorsală anterioară are 4 spini subțiri (rareori 3 sau 5 spini), iar cea posterioară are un spin urmat de 8-10 (rareori mai puține sau mai multe) raze articulate moi. Înotătoare anală scurtă  cu 2 sau 3 spini și 7-11 raze moi. Înotătoarele pectorale scurte inserate înalt pe corp. Înotătoarele pelviene cu un spin și cinci raze moi ramificate sunt în poziție subabdominală, inserate la jumătatea distanței dintre baza înotătoarelor pectorale și originea înotătoarei dorsale. Coada este bifurcată.
Corpul, inclusiv capul, este acoperit cu solzi mari cicloizi și, mai rar, ctenoizi; unii solzi au un sau mai multe rânduri de striuri. Solzi modificați adesea bine dezvoltați pe înotătoarele pectorale și pelviene (solzi axilari și pe prima înotătoare dorsală). Linia laterală absentă sau foarte slab dezvoltată.
Culoarea spatelui este albastră verzui spre gri plumburiu, parțile laterale sunt argintii, de multe ori cu 3-9 dungi longitudinale; înotătoarele sunt hialine sau întunecate.
Mugilidele sunt larg răspândite pe litoralul mărilor tropicale, subtropicale și temperate, mai rar în ape dulci. Sunt pești eurihalini (suportă variații mari ale salinității), care trăiesc de obicei în bancuri mari în apele de coastă, pe lângă țărm, și pătrund în estuare, lagune salmastre și în ape dulci pentru a hrăni. Puietul multor specii marine se extinde și în estuare. Liza abu este cunoscut doar în apele dulci și în estuare din sud-estul Asiei.
Se reproduc în mare, perioada de reproducere variază în funcție de temperatura apei. Maturitatea sexuală este atinsă în al treilea an la masculi, și al patrulea an la femele. Ouăle și larvele lor sunt pelagice.
Mugilidele sunt omnivore, se hrănesc cu plante mici, nevertebrate, plancton, perifiton și detritus pe care le  scormonesc în sedimentele de pe fundul mărilor și al râurilor învecinate, și le se filtrează cu ajutorul branhiospinilor.
Sunt pești abundenți și în mod regulat pescuiți în toate zonele, folosind diferite unelte de pescuit. Ei sunt obiectul pescuitului semiindustrial sau artizanal (14365 tone în Turcia în 1984, circa 2000 tone anual în Grecia și Tunisia, 13 tone în Maroc, 8,2 tone în Cipru). Mugilidele apar în mod regulat pe piețele locale și sunt comercializați în stare proaspătă și carnea lor relativ grasă este apreciată mai mult sau mai puțin după locul de prindere. Icrele uscate constituie "butarga", un fel de mâncare foarte apreciată. Unele specii sunt subiectul acvaculturii.
Se cunosc circa 72 de specii și 17 genuri de mugilide: Agonostomus, Aldrichetta, Cestraeus, Chaenomugil, Chelon, Crenimugil, Joturus, Liza, Mugil (= Mugiloides), Myxus, Neomyxus, Oedalechilus, Plicomugil, Rhinomugil, Sicamugil, Valamugil și Xenomugil.  
4 specii se întâlnesc în Marea Neagră pe litoralul românesc:
1. Mugil cephalus — laban sau chefal mare
2. Liza aurata (Mugil auratus) — chefal sau singhil
3. Liza saliens (Mugil saliens)  — ostreinos
4. Liza ramada (Mugil ramada)  — platarin